# Понтійська війна (48—47 до н. е.)
Понтійська війна 48—47 до н. е. — збройний конфлікт між Римською Республікою та Боспорським і Понтійським царем Фарнаком II, котрий намагався відновити царство Мітрідата Евпатора.

## Причини війни
В середині І ст. до н. е. ситуація в Малій Азії різко загострилася. Після загибелі Мітрідата Помпей зробив його сина Фарнака царем Боспору. Фарнак був оголошений другом римського народу і став клієнтом Помпея, але в громадянській війні ніякої допомоги йому не надав, зайнявши вичікувальну позицію. Він розраховував скористатися внутрішньою боротьбою римлян і повернути собі батьківське царство.

## Початок війни
Незабаром після отримання звістки про поразку Помпея Фарнак почав активні дії. Його першою ціллю була Фанагорія, якій римляни надали незалежність. Місто було взято в облогу . .
Дейотар був клієнтом Помпея і брав участь в Фарсальскій битві, після чого втік разом з Помпеєм на кораблі. Якщо він супроводжував свого патрона до самого Єгипту, то навряд чи міг повернутися в Малу Азію до початку жовтня. До цього часу Фарнак вже вийшов до римських кордонів .
Поки Фарнак діяв проти союзників і клієнтів Помпея, він формально ще міг виглядати як прихильник Цезаря, і свого часу Моммзен зробив з цього висновок, що Фарнак діяв в інтересах Цезаря.
До жовтня 48 до н. е. Фарнак захопив Синопу і заволодів Пафлагонією і Понтом .
Доміцій Кальвін зажадав аби Фарнак очистив Вірменію і Каппадокію, «і не користувався громадянською війною для посягання на права і велич римського народу». Для підкріплення своїх вимог він почав збирати війська. З наявних у нього трьох легіонів, два довелося відправити до Цезаря в Єгипет.
Фарнак вивів війська з Каппадокії, але, дізнавшись, що у Доміція залишився всього один легіон, відмовився йти з Малої Вірменії, заявивши, що має на цю країну право, як на батькове володіння, і запропонував передати питання про неї на розгляд Цезаря. Намісника така відповідь не влаштувала, він вважав, що Фарнак відступив до Вірменії, щоб скоротити лінію фронту і полегшити собі оборону, а тому зажадав очистити і цей район. Римське військо виступило в похід у Малу Вірменію.

## Успіхи Фарнака. Цезар в Малій Азії
Після переможної для понтійців битви під Нікополем (48 р до н. е) Фарнак захопив весь Понт, заволодівши багатьма містами, в яких він чинив здирства й жорстокі розправи .
Тим часом Цезар закінчив єгипетську кампанію, висадився в Антіохії, і виступив на північ, попутно вирішуючи адміністративні проблеми. На кордоні з Понтом він зібрав війська, які виявилися слабкими і за чисельністю, і за бойовими якостями. З Александрії він привів VI легіон, що складався з ветеранів, але після битв і походів в його складі було менше тисячі осіб. Один легіон він отримав від Дейотара, і ще два — легіони, котрі брали участь в битві під Нікополем.
Фарнаку довелося відкласти похід на Боспор і виступити проти Цезаря. Він намагався уникнути зіткнення і вступив в переговори, вказуючи на те, що не чинив допомоги Помпею (і, отже, був другом Цезаря), на відміну від Дейотара і Аріобарзана, які проти Цезаря билися, і все одно отримали прощення. Цезар порадив не посилатися на Дейотара, і єхидно додав, що відмовившись допомагати Помпею, Фарнак прислужився не йому, Цезарю, а тільки самому собі, оскільки уникнув розгрому. Потім Цезар філософськи зауважив, що все одно «не може повернути життя убитим і здатність до дітородіння кастрованим», а тому готовий пробачити Фарнаку ці злочини проти римських громадян, якщо він очистить Понт і поверне награбоване .
Фарнак три рази відправляв посольства, він затягував переговори, бо знав, що Цезаря кличуть до Італії невідкладні справи, а тому сподівався, що той залишить Малу Азію без всяких умов. Ці обставини спонукали Цезаря шукати вирішального бою.

## Битва при Зелі. Загибель Фарнака
Генеральна битва відбулася 2 серпня 47 до н. е. біля понтійського міста Зела, там, де в 67 до н. е. Мітрідат розгромив військо легата Лукулла Тріарія. Армія Фарнака була повністю розгромлена, сам він з тисячею вершників втік до Синопу. Цезар послав за ним навздогін Доміція Кальвіна. Фарнак передав йому Синопу, уклав мир і був відпущений зі своїми людьми. Посадивши вершників на кораблі (коней довелося вбити), він відплив в Боспор, там, «зібравши якихось скіфів і савроматів», захопив Феодосію і Пантікапей. Успіхи його були нетривалі. Асандр контратакував, і оскільки нових коней для своїх вершників Фарнак знайти не зміг, а в пішому строю ті боротися не вміли, незабаром був розгромлений і загинув в бою .
Відвоювавши Понт, Цезар відправив VI легіон в Італію, повернув Дейотару його війська, а в Понті залишив два легіони під командуванням Целія Вініціана.